# آرثر ويليس
آرثر ويليس (بالإنجليزية: Arthur Willis)‏ (2 فبراير 1920 في المملكة المتحدة - 7 نوفمبر 1987 في المملكة المتحدة) هو لاعب كرة قدم بريطاني (وحمل سابقاً جنسية المملكة المتحدة لبريطانيا العظمى وأيرلندا) في مركز الدفاع. شارك مع منتخب إنجلترا لكرة القدم. أما مع النوادي، فقد لعب مع توتنهام هوتسبير وسوانزي سيتي وهافرفوردويست ‏.

## وصلات خارجية
- آرثر ويليس على موقع قاعدة بيانات كرة القدم.إي يو (الإنجليزية)
- آرثر ويليس على موقع ناشيونال فوتبول تيمز (الإنجليزية)